# 赫尔曼·凯斯滕奖
赫尔曼·凯斯滕奖（德語：Hermann-Kesten-Medaille）由德国笔会设立于1985年，以作家赫尔曼·凯斯腾的名字命名，奖金额为1万欧元。

## 得奖者
- 1985年： Bishop Helmut Frentz
- 1987年： Kathleen von Simson
- 1989年： Angelika Mechtel
- 1991年： Christa Bremer
- 1993年： Johannes Mario Simmel
- 1994年： Carola Stern
- 1995年： 君特·格拉斯
- 1996年： Victor Pfaff
- 1997年： SAID
- 1998年： Hermann Schulz
- 1999年： Alexander Tkatshenko
- 2000年： Nenad Popovic
- 2001年： 哈罗德·品特
- 2002年： Sumaya Farhat Naser 和 Gila Svirsky
- 2003年： 安娜·波利特科夫斯卡娅
- 2004年： Bunt statt Braun
- 2005年： Journaliste en danger
- 2006年： Leonie Ossowski
- 2007年： 赫兰特·丁克
- 2008年： Memorial
- 2009年： 巴尔塔萨·加尔松
- 2010年： 刘晓波
- 2011年：
- 2012年：
- 2013年：查禁目录

## 外部連結
- German P.E.N. Center